# Exorista aurichalcea
Exorista aurichalcea är en tvåvingeart som först beskrevs av Baranov 1936.  Exorista aurichalcea ingår i släktet Exorista och familjen parasitflugor. Inga underarter finns listade i Catalogue of Life.